# Medalha de Ouro Semyonov
A Medalha de Ouro Semyonov (em russo:  Золотая медаль имени Н.Н. Семенова) é uma condecoração da Academia de Ciências da Rússia concedida a cada cinco anos, concedida a primeira vez em 1991. Homenageia o químico soviético ganhador do Nobel de Química de 1956 Nikolay Semyonov. É concedida por trabalho de destaqwue na área da química a cientistas russos ou estrangeiros.

## Recipientes
- 1991 Roald Hoffmann
- 1996 Vitali Goldanski
- 2001 Alexander Shilov
- 2006 Iuri Molin
- 2011 Georgi Manelis
- 2016 Sergei Aldoschin
- 2021 Vladimir Fortov (póstuma)[1]